# Гожковіце
Гожковіце (пол. Gorzkowice) — село в Польщі, у гміні Гожковіце Пйотрковського повіту Лодзинського воєводства.
Населення — 3453 особи (2011).
У 1975-1998 роках село належало до Пйотрковського воєводства.

## Демографія
Демографічна структура станом на 31 березня 2011 року:
|          | Загалом | Допрацездатний вік | Працездатний вік | Постпрацездатний вік |
| -------- | ------- | ------------------ | ---------------- | -------------------- |
| Чоловіки | 1677    | 377                | 1151             | 149                  |
| Жінки    | 1776    | 366                | 1055             | 355                  |
| Разом    | 3453    | 743                | 2206             | 504                  |